# Liburnia anomala
Liburnia anomala är en insektsart som först beskrevs av Frederick Arthur Godfrey Muir 1926.  Liburnia anomala ingår i släktet Liburnia och familjen sporrstritar. Inga underarter finns listade i Catalogue of Life.